# پنج رساله طبی
پنج رسالهٔ طبی کتابی در حوزۀ طب سنتی است که به تصحیح مجید انوشیروانی و به کوشش محمدرضا شمس اردکانی و فرید قاسملو در ۱۸۶ صفحه نگاشته شده است که از سوی انتشارات چوگان در تهران منتشر شده است. این کتاب همان‌طور که از نامش پیداست، پنج رساله طبی را بررسی می‌کند. این پنج رساله عبارتند از: رساله ادویه مفرده و مرکبه، رساله‌ای در خواص چوب چینی، رساله معالجه مرض وبا، رساله تشریح و رساله پادزهر.

## بخش‌های کتاب
- رسالۀ ادویه مفرده و مرکبه

این رساله به شمارۀ ۱۱۰۴۹/۶ در مجموعه‌ای به شمارۀ ۱۱۰۴۹ ف در کتابخانۀ ملی جمهوری اسلامی موجود است که تألیف نویسنده‌ای به نام حکیم علی اصفهانی است. وی در این رساله به اصول کلی شناخت ویژگی‌های داروهای مفرد و بازگشایی روش عقلی و تجربی در شناخت ویژگی‌ها و آثار و افعال آنها، و نیز به مسائل دیگری مانند اقسام غذا و احکام امور عارض بر داروها پرداخته است.
- رساله در خواص چوب چینی و قهوه و چای خطایی

این رساله رسالۀ سوم از مجموعه‌ای است که به شمارۀ ۱۲۹۳۰ ف در کتابخانۀ ملی جمهوری اسلامی ایران ثبت شده است. این مجموعه به خط نستعلیق و نسخ در قرن سیزدهم قمری کتابت شده است. این رساله نگاشته حکیم قاضی کاشف الدین محمد است و وی این نوشتار را در زمان شاه عباس صفوی حسینی به فارسی نگاشته است تا نفع آن عام باشد و غلامان و شیعیان امیرالمؤمنین از آن منتفع شوند.
- رسالۀ معالجه مرض وبا

این رساله با شمارۀ ۱۰۳۹۴ ف در کتابخانۀ ملی قابل دستیابی است که بنا به متن نسخه، نویسندۀ آن محمدحسین افشار فرزند میرزا احمد حکیم‌باشی است و نام کاتب نسخه عبدالحمید است که در انتهای رساله به عنوان کاتب مدرسه دارالفنون ذکر شده است. نویسنده پس از شیوع وبایی در آذربایجان به تألیف این رساله پرداخته است و این وبا گویا همان وبایی است که هفت سال پس از وبای سال ۱۲۶۲ ق در دارالخلافۀ تهران روی داده و حکیم علیرضا ساوجی کتاب خود به نام دستورالاطباء فی دفع الطاعون و الوباء را پس از فراغت از کارزار با آن نگاشته و از چگونگی آن سخن گفته است.
- رسالۀ تشریح

این رساله با شمارۀ ۱۰۲۱۳ ف در کتابخانۀ ملی موجود است که نویسندۀ آن محمدحسین ابن میرزا بزرگ طهرانی است و این نوشتار را در سال ۱۲۶۹ اوایل سلطنت ناصرالدین‌شاه قاجار تحریر کرده است و تحریر آن را به دست صیفور بن سلطان مصطفی میرزای قاجار سپرده است. نویسنده در این رسال اصطلاحات آناتومی و نام استخوان‌ها را با واژگان زبان فرانسه به حروف فارسی آورده و در اغلب موارد نام عربی آنها را نیز ذکر کرده است.
- رسالۀ پادزهر

اصل این نسخه ظاهراً با شماره ۱۹۶۱۹ در کتابخانۀ موزۀ بریتانیا نگهداری می‌شود و نسخه عکسی آن به شماره ۸/۴۳۱ در کتابخانه دایرةالمعارف بزرگ اسلامی و میکروفیلم آن در کتابخانۀ دانشگاه تهران به شمارۀ ۶۹۴ موجود است. این رساله از جهت اشتمال آن بر ذکر خواص مفرده‌های گیاهی، حیوانی و معدنی با خواص پادزهری و نیز به جهت ارجاعات آن به آرای حکمایی چون ابن باجه، ابن خوزی، ابن ماسویه، ارسطاطالیس، دیسقوریدوس، رازی و … نوشتار با ارزشی است.